# حویش (لبنان)
حویش (به عربی: الحویش) یک منطقهٔ مسکونی در لبنان است که در شهرستان عکار واقع شده‌است. حویش ۶٫۴۰ کیلومتر مربع مساحت و ۱٬۴۵۱ نفر جمعیت دارد و ۴۹۰ متر بالاتر از سطح دریا واقع شده‌است.